# Gilberto Bernardini
Gilberto Bernardini (n. 28 august 1906, Fiesole, Toscana, Italia – d. 4 august 1995, Fiesole, Toscana, Italia) a fost un fizician italian, profesor la Scuola Normale Superiore din Pisa și director al acesteia între anii 1964–1977. A fost primul președinte (1951–1959) al Institutului Național de Fizică Nucleară (Istituto Nazionale di Fisica Nucleare) italian, unde a inițiat un nou program de cercetare în domeniul fizicii subnucleare și a contribuit la construirea sincrotronului de 1100 MeV în laboratorul de la Frascati. A contribuit la fondarea laboratoarelor CERN (Geneva), unde a fost director al Diviziunii Sincrociclotron, apoi al Diviziunii Cercetare (1957–1964). A fost președinte al Societății Italiene de Fizică (1962–1966) și membru fondator și președinte al Societății Europene de Fizică (1968–1970).